# هیلی براک
هیلی براک (انگلیسی: Hayley Brock؛ زادهٔ ۳ اوت ۱۹۹۲) بازیکن فوتبال اهل ایالات متحده آمریکا است.
از باشگاه‌هایی که در آن بازی کرده‌است می‌توان به شیکاگو رد استارز اشاره کرد.